# Csapodya splendens
Csapodya splendens är en måreväxtart som först beskrevs av Denis E. Breedlove och David H. Lorence, och fick sitt nu gällande namn av Attila L. Borhidi. Csapodya splendens ingår i släktet Csapodya och familjen måreväxter. Inga underarter finns listade i Catalogue of Life.